# Uránia-palota
A kolozsvári Uránia-palota a város egyik műemlék épülete; a romániai műemlékek jegyzékében a CJ-II-m-B-07349 sorszámon szerepel. Az egykori Nagy utca (később Ferenc József, ma Horea út) és a Radák (ma Dacia) utca sarkán elhelyezkedő háromszintes épületet a budapesti illetőségű Kappéter Géza tervezte; közreműködött a tervezésben az aradi Steiner József is. Az építtető és első tulajdonos Udvari András, kolozsvári kovácsmester és kocsigyártó volt, aki a századforduló táján műhelyének udvarában sátrat állított, és filmeket kezdett vetíteni. A vállalkozás olyannyira sikeresen működött, hogy 1910. december 10-én ünnepélyesen megnyithatta ezt az épületet, mely akkor 17 lakást, a két utca felé forduló alsó szinten 10 üzlethelyiséget, és legfőképpen pedig egy 400 ülőhelyes mozit foglalt magában. Sajtótudósítás létezik arról a lakossági igényről, amely szerint az épületről a meztelen férfiak domborműveit távolítsák el (a Kolozsvári Hírlap 1910. október 29-i számában). 1927. január 9-én este az épületben tűz ütött ki, és mire a tűzoltóknak sikerült úrrá lenniük a helyzeten, az épület teteje leégett.
A modernista szecesszió irányzatához tartozó épület felső homlokzatán meg az íves üveg esővédő alatt szimmetrikus rendben elhelyezett hatalmas fehér féldomborművekből álló sorozat a munkát és a tudományt szimbolizálja. Az eredetileg Uránia néven megnyitott mozi 1943–1945 között Árpád mozgóképszínház, 1945-től ismét Uránia, az 1948-as államosítás után 23 August, 1990-től Favorit néven működött.